# ديبورا تشيستر
ديبورا تشيستر (بالإنجليزية: Deborah Chester)‏ (1957)؛ روائية أمريكية.

## روابط خارجية
- ديبورا تشيستر على موقع ميوزك برينز (الإنجليزية)